# František Hladík
František Hladík (18. září 1887 Královské Vinohrady – 8. října 1944 Skála u Humpolce) byl český akademický malíř.

## Život
František Hladík se narodil na Královských Vinohradech do rodiny lakýrníka Václava Hladíka. Studoval na pražské malířské Akademii v letech 1908–1914, naposled ve speciální škole profesora Vojtěcha Hynaise. V roce 1915 se oženil s Marií Tittlbachovou z Kunratic. Za první světové války sloužil na italské frontě, v polní nemocnici portrétoval některé vojenské osobnosti a provedl alegorické obrazy v kapli vojenského hřbitova ve „Sternthalu” ve Štýrsku.
Mnohé jeho práce byly reprodukovány v časopisech Dílo a Zlatá Praha. Účastnil se výstav Jednoty umělců výtvarných v Praze a soubornou výstavu měl v roce 1930 a 1936 v Humpolci.

## Galerie

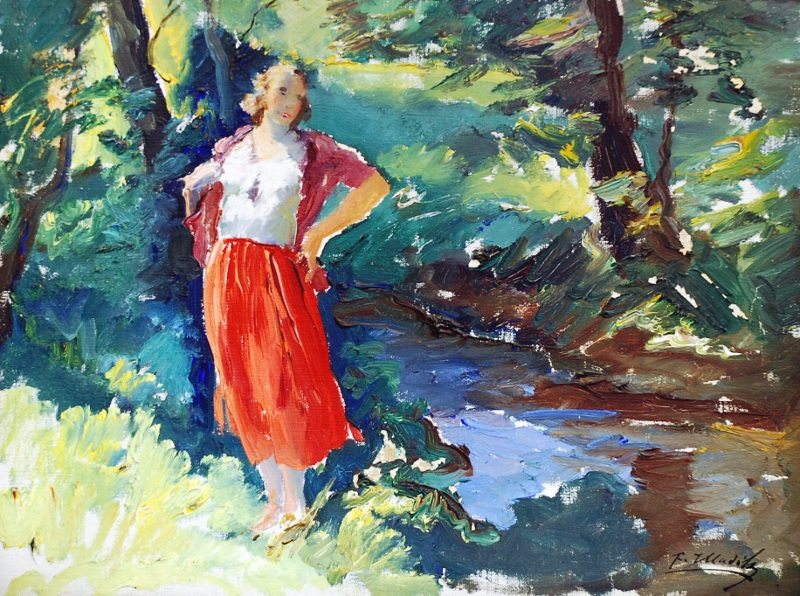
František Hladík – Dívka u potoka
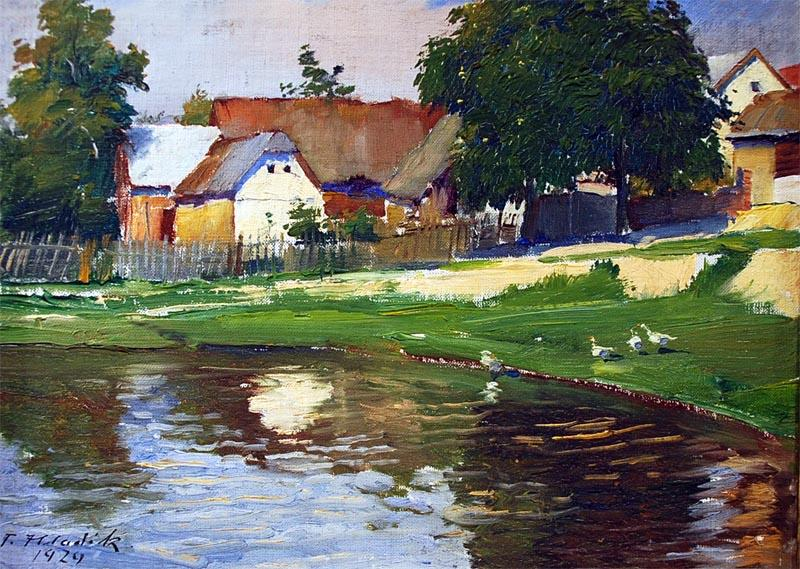
František Hladík – Krajina s rybníkem
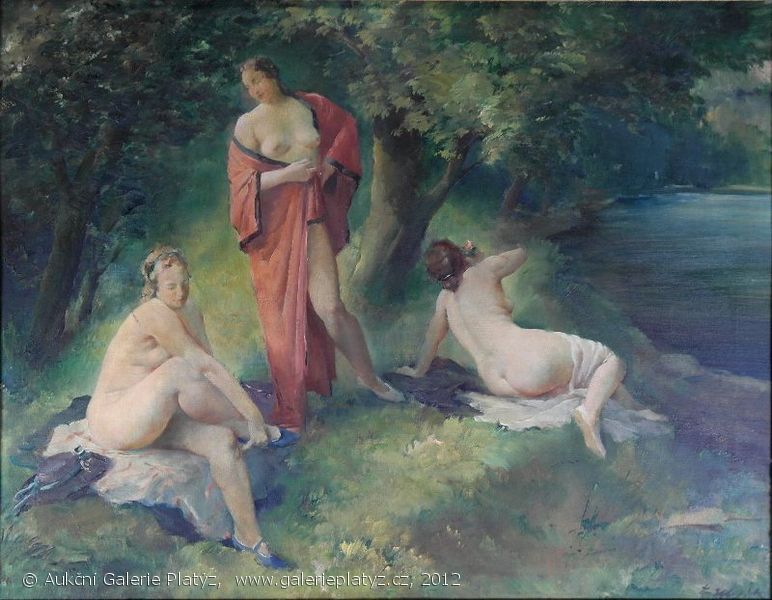
František Hladík – Po koupání
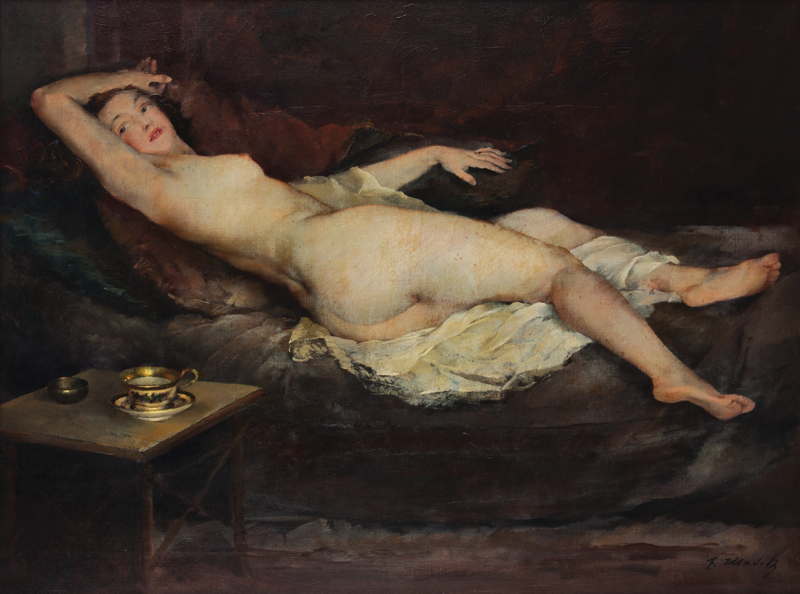
Hladík František – Ležící ženský akt (kolem 1940)
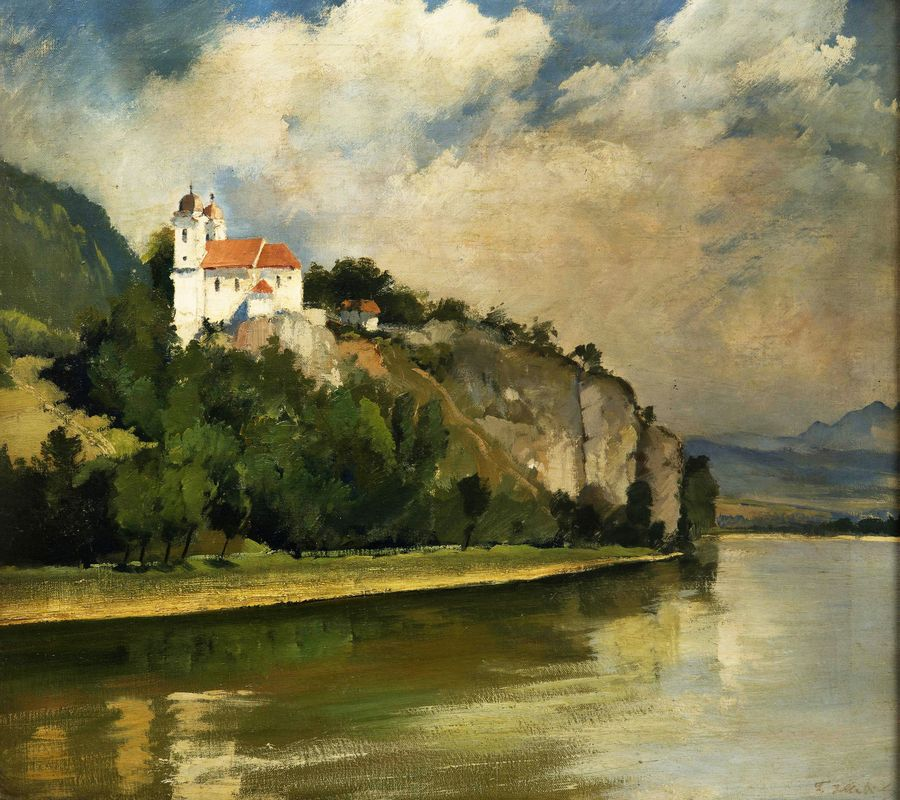
František Hladík – Kostel nad řekou
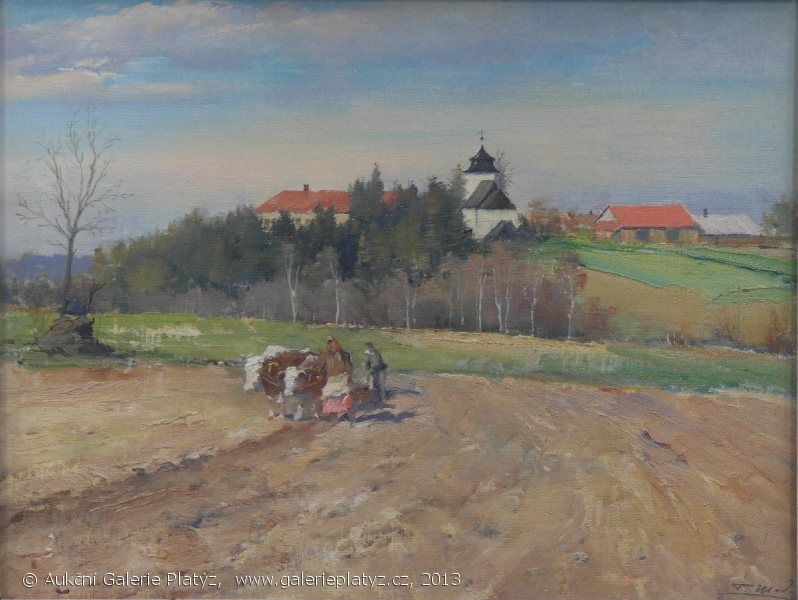
František Hladík – Předjaří na Českomoravské vysočině